# Dubti (woreda)
Dubti je jedna od 31 worede u regiji Afar u Etiopiji. Predstavlja dio Uprave zone 1. Graniči na jugu s regijom Oromia, na jugozapadu s Milleom, na zapadu s Chifrom, na sjeverozapadu s Upravnom zonom 4, na sjeveru s Upravnom zonom 2, na sjeveroistoku s Elidarom, na istoku s Asayitom, a na jugoistoku s Afambom. Gradovi u Dubtiju uključuju Date Bahri, Dubti, Logya, Sardo i Semera.
Prema podacima objavljenim od Središnje statističke agencije u 2005. godini, ova woreda je imala procijenjenih 87.197 stanovnika, od čega 36.281 muškaraca i 50.196 žena; 24.236 ili 27,79% su živjeli u gradovima, što je više od prosjeka zone koji iznosi 14,9%. Nisu dostupne informacije o površini Millea, pa se ne može izračunati gustoća stanovništva.